# Rolf Müller (Fußballspieler)
Rolf Müller (* 24. Juni 1939 in Wuppertal) ist ein ehemaliger deutscher Fußballspieler und -trainer.

## Laufbahn
Rolf Müller spielte viele Jahre für den Wuppertaler SV in der erstklassigen Oberliga West und später zweitklassigen Regionalliga West. Mit den Wuppertalern wurde der beinharte Abwehrspieler 1962 Vizemeister hinter Bayer 04 Leverkusen in der 2. Liga West, wodurch man zur letzten Oberligasaison vor Einführung der Bundesliga den Wiederaufstieg schaffte. Rolf Müller erreichte mit dem WSV 1963 auch das Halbfinale im DFB-Pokal, unterlag dort aber im überfüllten Stadion am Zoo vor fast 40.000 Zuschauern dem späteren Pokalsieger Hamburger SV um Uwe Seeler unglücklich mit 0:1. Nach dem Oberligaabstieg feierte Müller mit den Wuppertalern in der ersten Regionalligasaison 1963/64 gleich wieder die Vizemeisterschaft hinter Alemannia Aachen und die Qualifikation zur Bundesliga-Aufstiegsrunde.
Nach seiner aktiven Laufbahn arbeitete Müller viele Jahre als Trainer und war dabei überwiegend in der Oberliga Nordrhein tätig. So betreute er unter anderem FV Bad Honnef (1981/82) und von 1982 bis 1985 den 1. FC Bocholt. Mit dem 1. FC Bocholt wurde Rolf Müller Niederrheinpokalsieger 1983, Oberligameister 1984 und erreichte das Viertelfinale im DFB-Pokal 1983/84 gegen den FC Bayern München. In der Saison 1985/86 übernahm er im Oktober das Traineramt von Eckhard Krautzun beim Zweitligisten SG Union Solingen. Dreimal war Rolf Müller Cheftrainer bei seinem Heimatverein Wuppertaler SV, 1979/80 (in der 2. Fußball-Bundesliga), 1980/81 und 1986 bis 1989 in der Oberliga Nordrhein, wo er mit dem WSV jeweils dreimal den 3. Platz erreichte.